# 블루 달리아
《블루 달리아》(The Blue Dahlia)는 미국에서 제작된 조지 마샬 감독의 1946년 영화이다. 앨런 래드 등이 주연으로 출연하였고 존 하우스먼 등이 제작에 참여하였다.

## 출연

### 주연
- 앨런 래드
- 베로니카 레이크

### 조연
- 윌리엄 벤딕스
- 하워드 다 실바
- 도리스 다울링
- 톰 파워즈
- 휴 보몬트
- 하워드 프리맨
- 돈 코스텔로
- 윌 라이트
- 프랭크 파이른
- 월터 샌드
- 어니 애덤스
- 매 부쉬
- 안소니 카루소
- Jack Clifford

## 기타
- 미술: 한스 드레이어
- 미술: 월터 H. 타일러
- 의상: 에디스 헤드